# Зелёный мавзолей
Зелёный мавзолей или Зелёная гробница (тур. Yeşil Türbe) — мавзолей пятого османского султана Мехмеда I в Бурсе, Турция. Находится на вершине холма в районе Йешил. Построен его сыном и преемником Мурадом II после смерти правителя в 1421 году. Архитектор Хаджи Иваз-паша спроектировал саму гробницу и Зелёную мечеть напротив неё.
Помимо саркофага султана, здесь находятся ещё семь захоронений: его сыновей Мустафы, Махмуда и Юсуфа, его дочерей Сельчук, Айше и Ситти, а также его кормилицы.

## Архитектура
Мавзолей представляет собой шестиугольное здание, увенчанное полусферическим куполом. Внешняя часть мавзолея облицована зелёно-голубой плиткой, которая дала ему его название. Большинство плиток были заменены более современными аналогами после повреждений, полученных в результате землетрясения в Бурсе 1855 года. 
Входной портал обрамлён полузонтичным сводом и имеет декоративные сотовые своды над мраморными сиденьями по обе стороны входа. Плитка с цветочными узорами синего, белого и желтого цветов украшает портал.
Внутри, за резными деревянными дверями, на платформе в центре стоит саркофаг султана, окружённый семью другими гробницами. Он богато украшен писаниями и цветочными узорами, выложенными жёлтой, белой и синей глазурованной плиткой. Нижняя часть стен облицована сине-зелёной плиткой, также использованной в тимпанах окон в интерьере. Сотовые своды на стене киблы также заключена в большую раму из орнаментальной плитки: мозаика внутри ниши изображает сад роз, гвоздик и гиацинтов. Люстра и цветные стеклянные окна являются более поздними дополнениями.

## Галерея

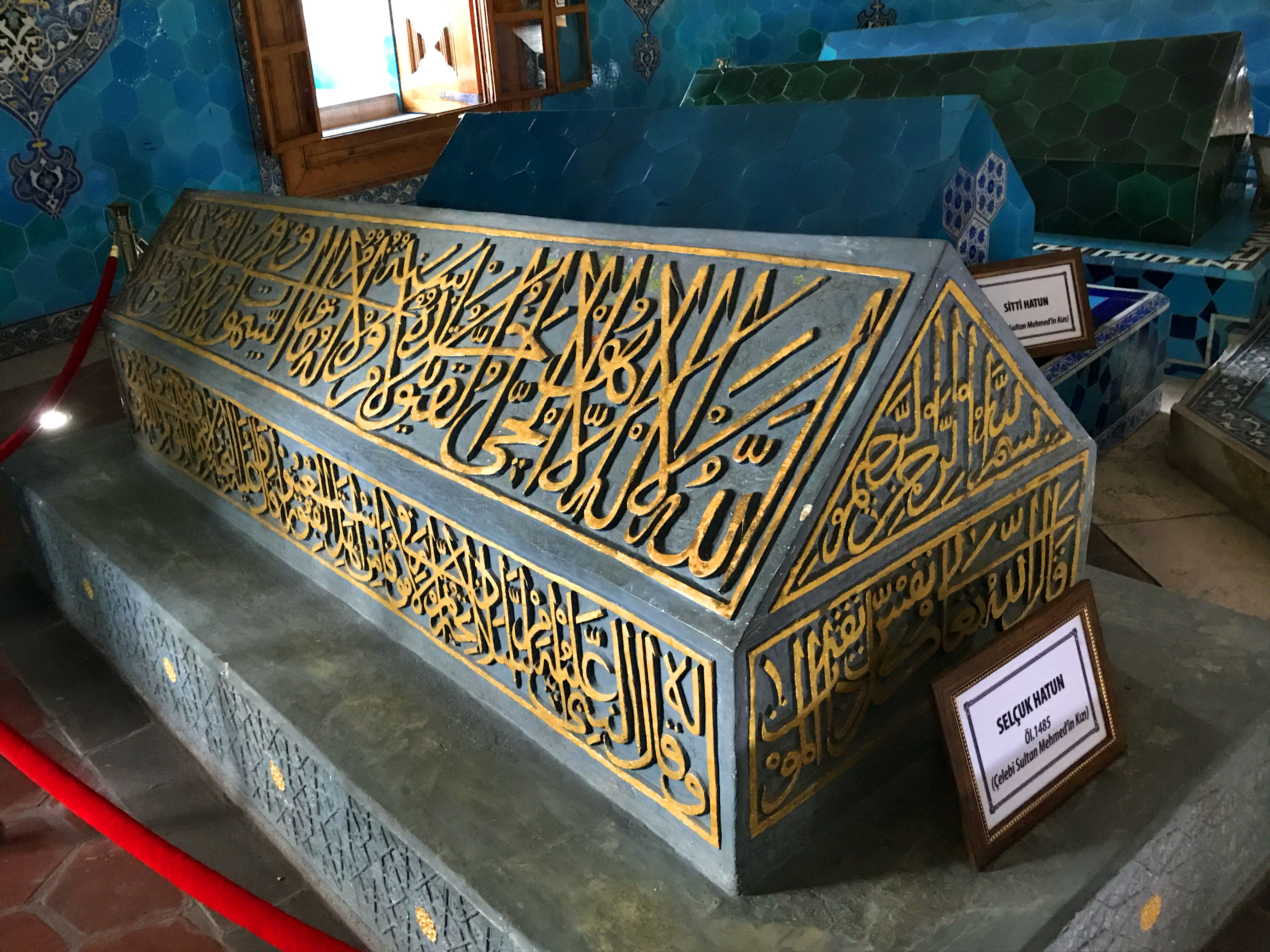
Саркофаг султана
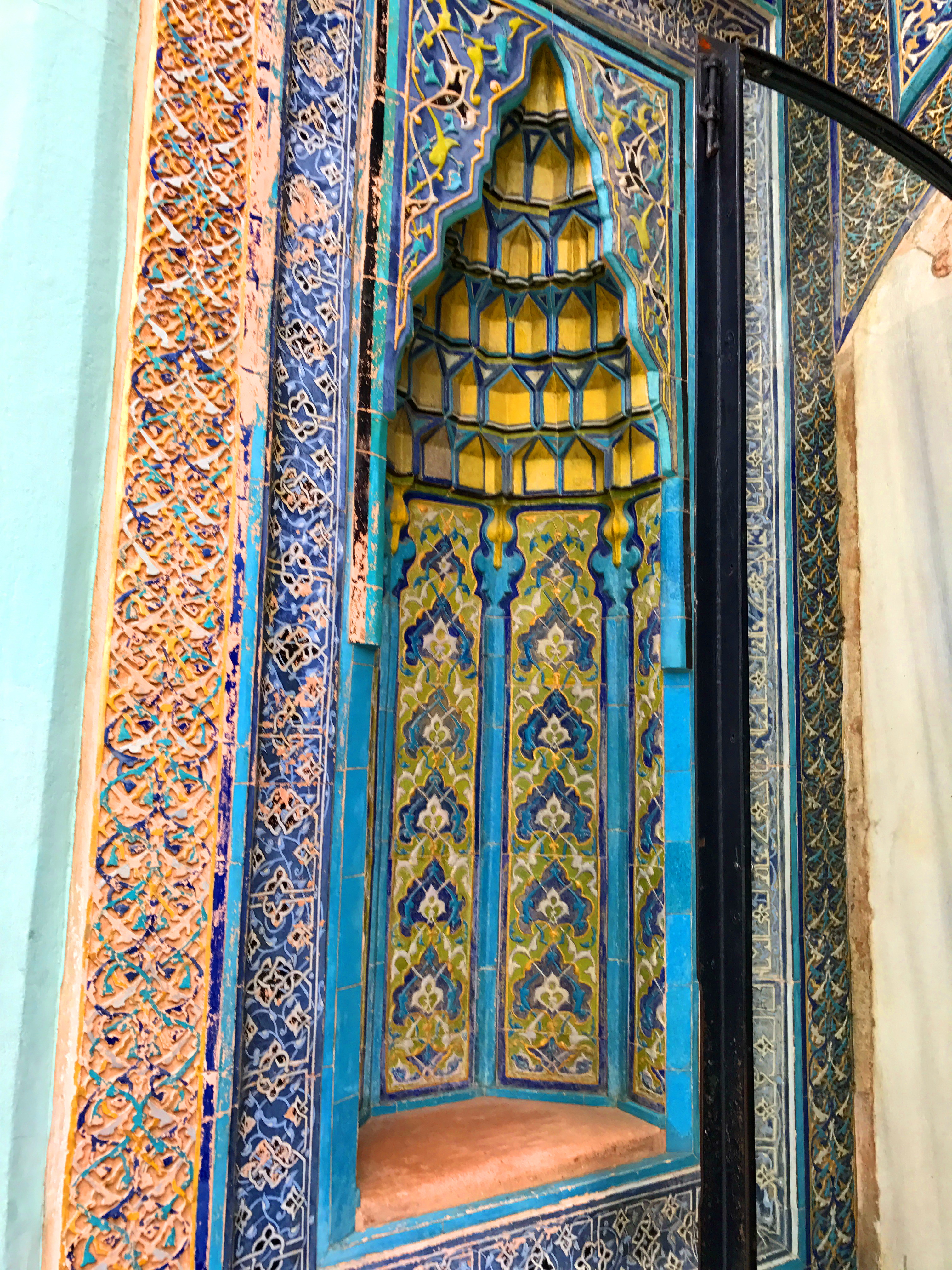
Внутреннее убранство
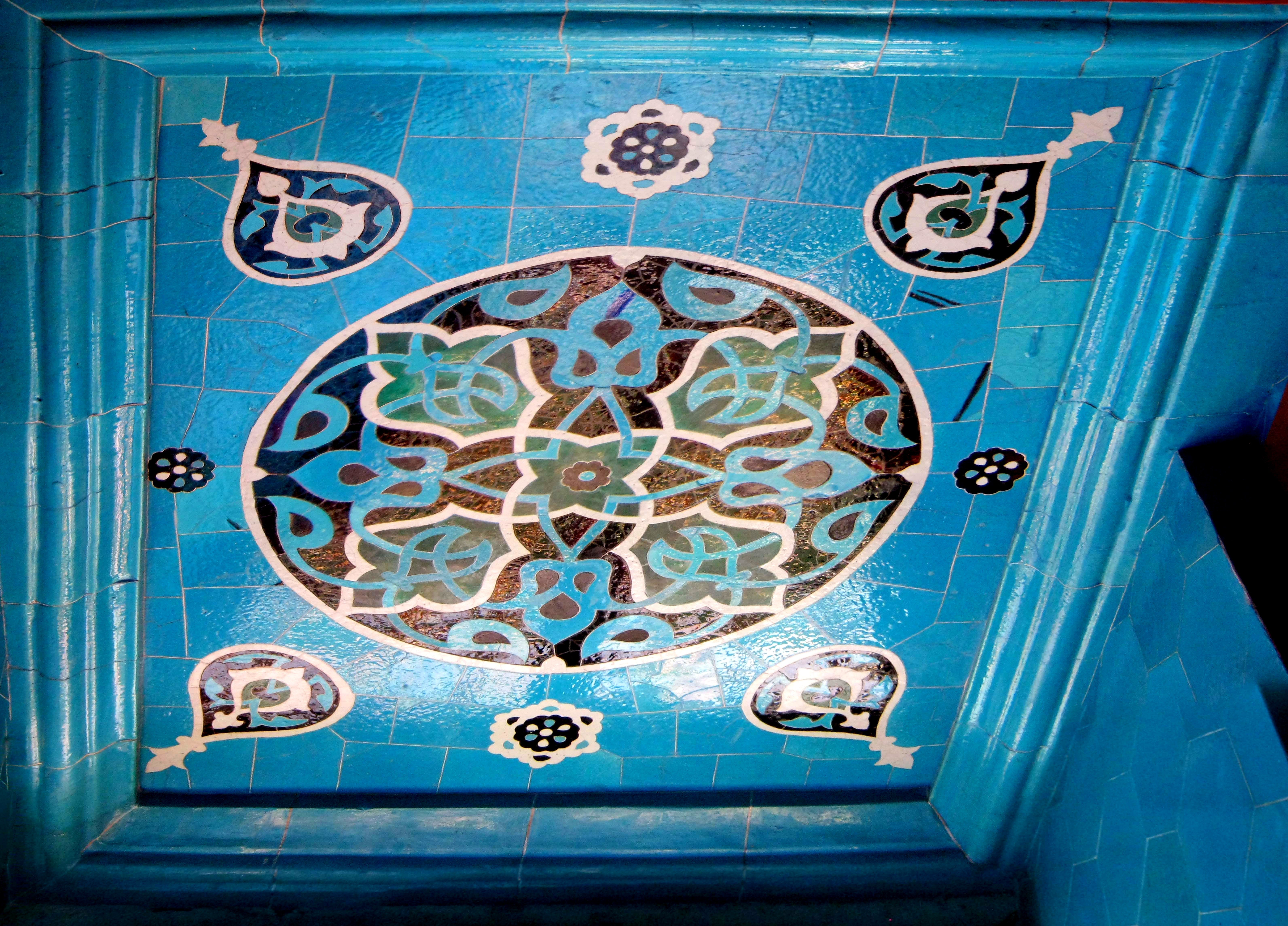
Фрагменты интерьера